# 莫納斯特爾希納區
54°21′N 31°50′E / 54.350°N 31.833°E
莫納斯特爾希納區（俄语：Монасты́рщинский райо́н）是俄羅斯的一個區，位於該國西部，由斯摩棱斯克州負責管轄，面積1,513.75平方公里，2010年人口10,788，人口密度每平方公里7.13人。